# Carry That Weight
Carry That Weight è una canzone dei Beatles pubblicata sull'album Abbey Road, come parte del famoso long medley.

## Descrizione
È un brano scritto da Paul McCartney. Venne registrato, attaccato a Golden Slumbers, tra il 2 luglio ed il 15 agosto 1969. Contiene pochi versi, che sono stati interpretati in vari modi: un'interpretazione è che si tratti di un'autocommiserazione di McCartney perché, dopo la morte di Brian Epstein, sta portando avanti la band; un'altra sostiene che sia una critica alla coppia Lennon-Ono; secondo la terza versione, invece, i Beatles, dopo la loro fine, non raggiungeranno mai la popolarità che hanno avuto, e dovranno accollarsi il peso delle loro imprese come gruppo anche in futuro nelle rispettive carriere soliste.

### La registrazione
Tutte le registrazioni sono state svolte nel 1969. Dove non è indicato sono avvenute nello Studio Due degli Abbey Road Studios.
- 2 luglio: incisa assieme a Golden Slumbers, questo giorno è stata incisa la base ritmica - pianoforte di Paul McCartney, batteria di Starr e basso elettrico di Harrison.
- 3 luglio: sovraincisione dei cori di McCartney, Starr ed Harrison
- 4 luglio: sovraincisioni
- 30 luglio: sovraincisione voci, compresa quella di Lennon
- 31 luglio: sovraincisione voce, timpani e batteria
- 15 agosto, Studio Uno: sovraincisione dell'orchestra[1]

Nel mixaggio il livello della voce di Ringo, che raramente ha cantato nei cori di una canzone dei Beatles, è stato tenuto molto alto. John Lennon è stato assente nella maggior parte delle sedute poiché era stato coinvolto in un incidente d'auto, ed era in una clinica in Scozia.

## Formazione
- Paul McCartney: voce principale, pianoforte, chitarra ritmica
- John Lennon: cori
- George Harrison: cori, basso elettrico, chitarra solista
- Ringo Starr: cori, batteria

Orchestra
Formata da:
- 12 violini
- 4 corni
- 4 viole
- 3 trombe
- 1 contrabbasso
- 1 trombone
- 1 trombone basso